# St.-Georgs-Kapelle (Obersaxen)

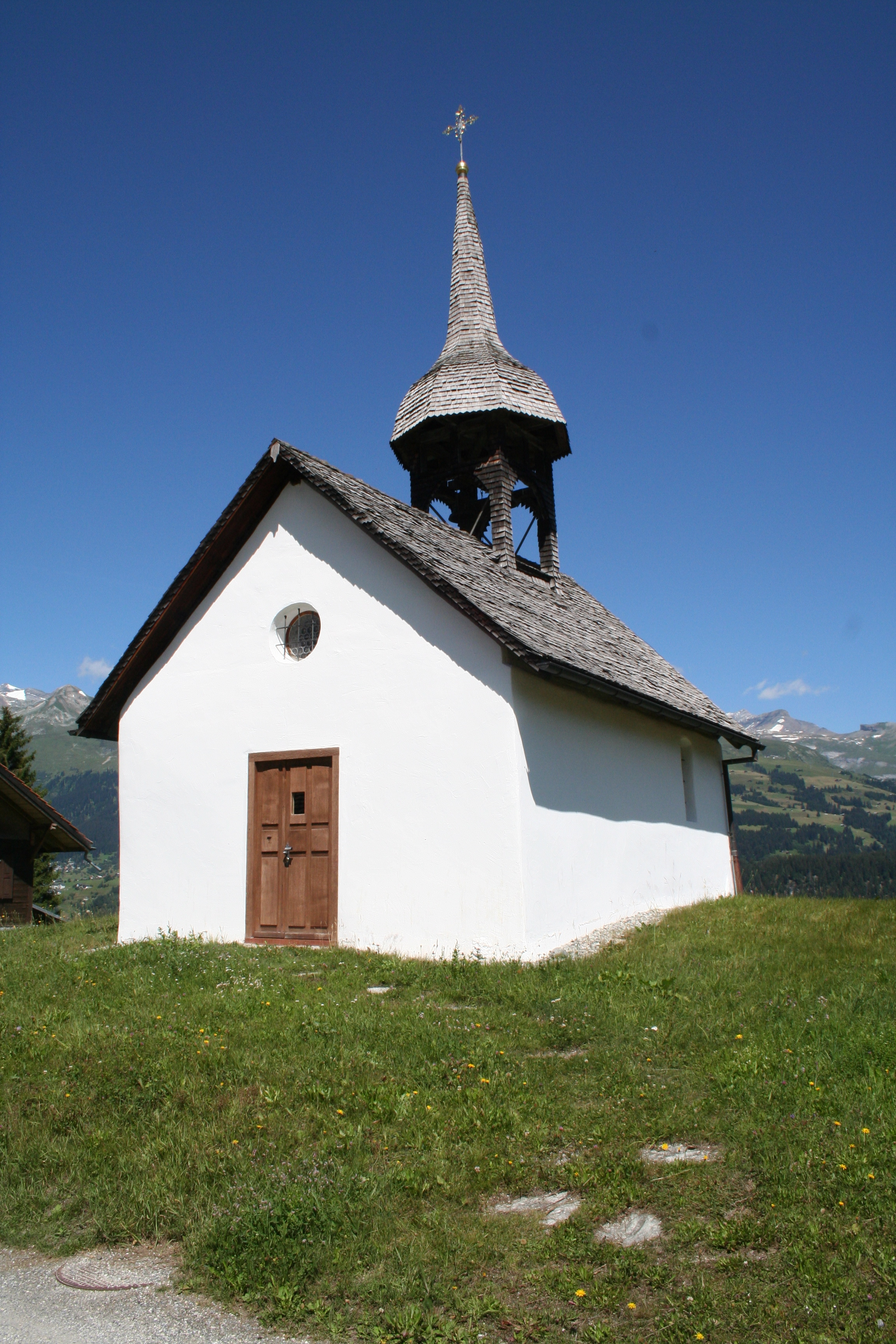
Kapelle St. Georg Meierhof

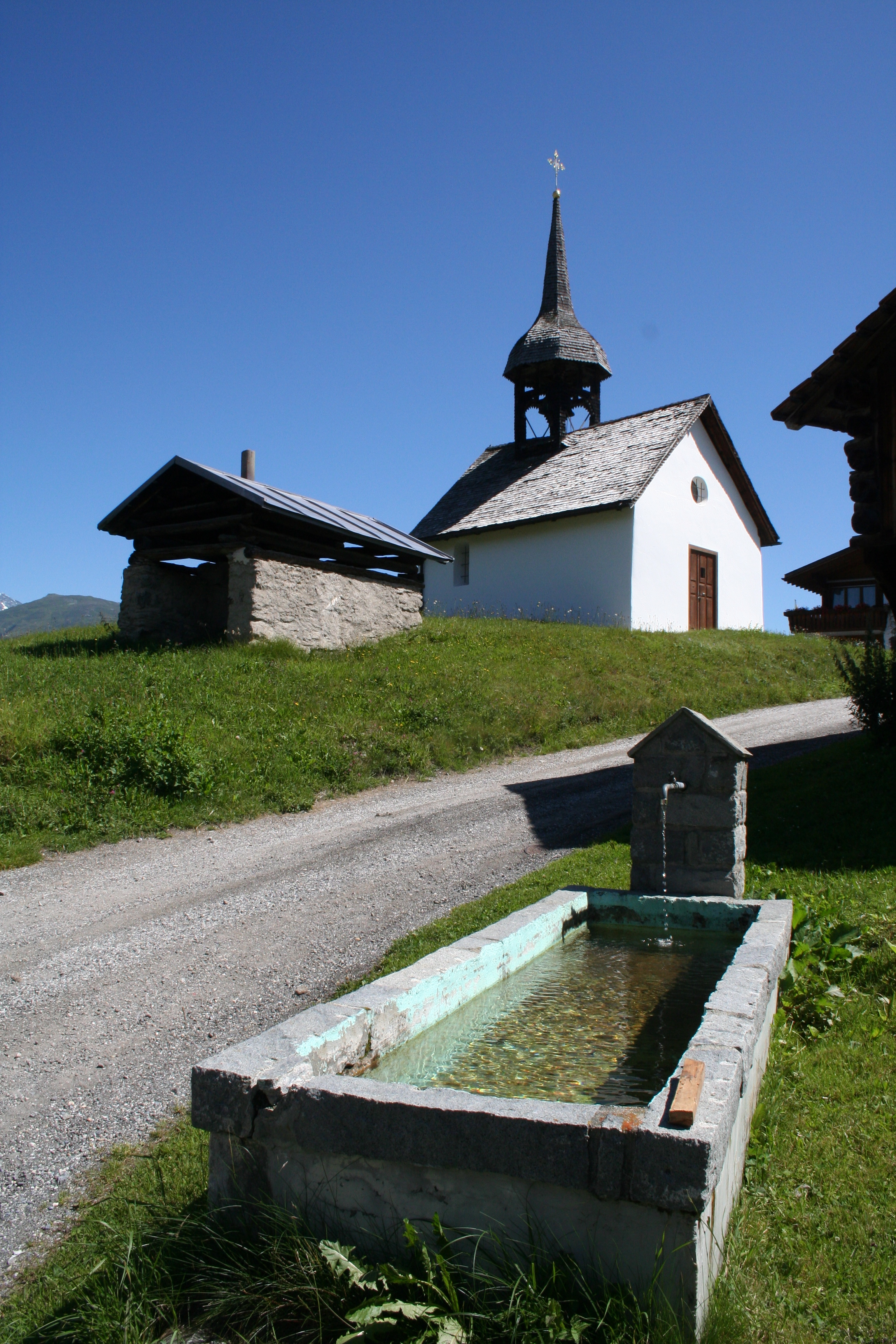
Ansicht von SW

Die Kapelle St. Georg steht in Obersaxen im schweizerischen Kanton Graubünden, rund zweihundert Meter nordöstlich der Pfarrkirche von Meierhof auf einer Schneggenbühl genannten kleinen Anhöhe auf 1300 Meter über Meer.

## Bau
Die Kapelle ist von Norden nach Süden ausgerichtet. Sie ist rund 7 Meter lang und 5,5 Meter breit. Vermutlich wurde sie zu Beginn des 17. Jahrhunderts gebaut. Urkundlich festgehalten ist, dass sie 1651 einen gotischen Flügelaltar aus der Pfarrkirche erhielt. 1651 wurde der Innenraum ausgemalt; 1930 waren laut Erwin Poeschel noch Fragmente davon sichtbar. Bei der letzten grossen Renovation in den Jahren 1990/91 war davon nichts mehr erhalten; sie müssen also in der Zwischenzeit übermalt worden sein. Der Innenraum wird von einer abgewalmten Holzdecke mit Profilleisten aus dem 17. Jahrhundert überspannt.
Auf dem mit Holzschindeln gedeckten Satteldach sitzt ein aufwändig gestalteter Dachreiter mit geschweiftem Helm. Die beiden Glocken stammen ursprünglich aus dem Jahr 1657, wurden jedoch 1949 bzw. 1957 von der Glockengiesserei Rüetschi in Aarau umgegossen, da sie beschädigt waren.

## Altar

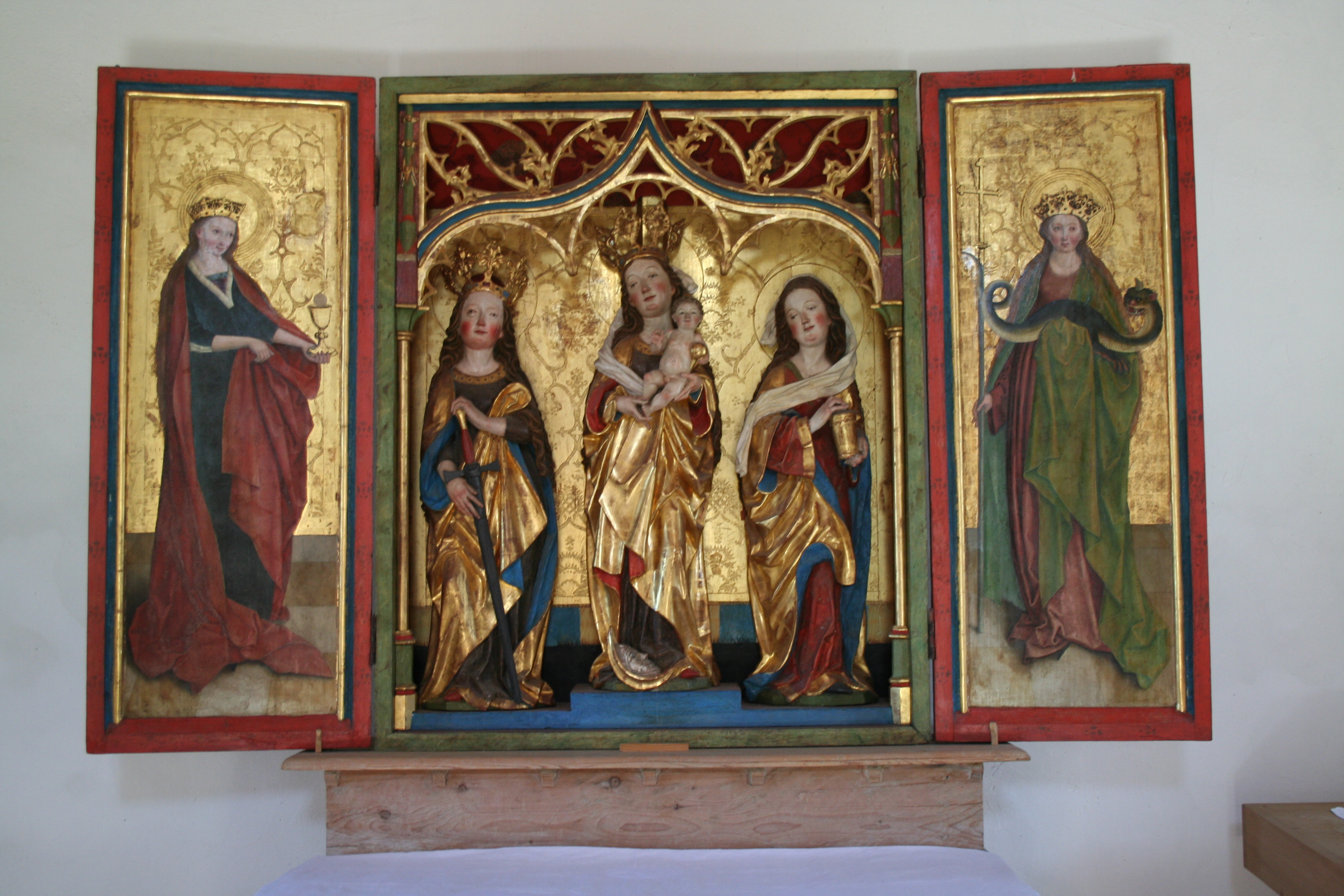
Der Strigel-Altar

Der spätgotische Flügelaltar aus der Zeit um 1473 stammt aus der Werkstatt von Ivo Strigel aus Memmingen. Die Schreinfiguren stammen von Strigel selber, die Gemälde auf den Flügel werden seinem Sohn Bernhard (1460 ? – 1528) zugeschrieben.
Der Schrein (121 × 98 × 24 cm) besteht aus Tannenholz  und ist oben mit einem Masswerk mit Rundbogen geschmückt. Im Schrein selber stehen drei Statuetten: in der Mitte Maria mit Jesuskind, zu ihren Füssen eine goldene Mondsichel mit silbernem Gesicht. Diese Mondsichel findet sich auch in den um 1489 bzw. 1486 entstandenen Strigel-Altären in Disentis und Brigels (San Sievi-Kapelle). Auch die Art der Darstellung Mariens entspricht den Marienfiguren in den genannten Altären. Zur Rechten Marias steht die heilige Katharina von Alexandrien, zur Linken Maria Magdalena.
Der linke Flügel, von vorn gesehen, zeigt die heilige Barbara von Nikomedia, die Rückseite den Evangelisten Johannes. Auf dem rechten Flügel ist vorne die heilige Margareta von Antiochia abgebildet, auf der Rückseite Johannes der Täufer. Sämtliche Darstellungen zeigen Zeichen von Überarbeitungen und Retouchen aus der Zeit nach 1930.

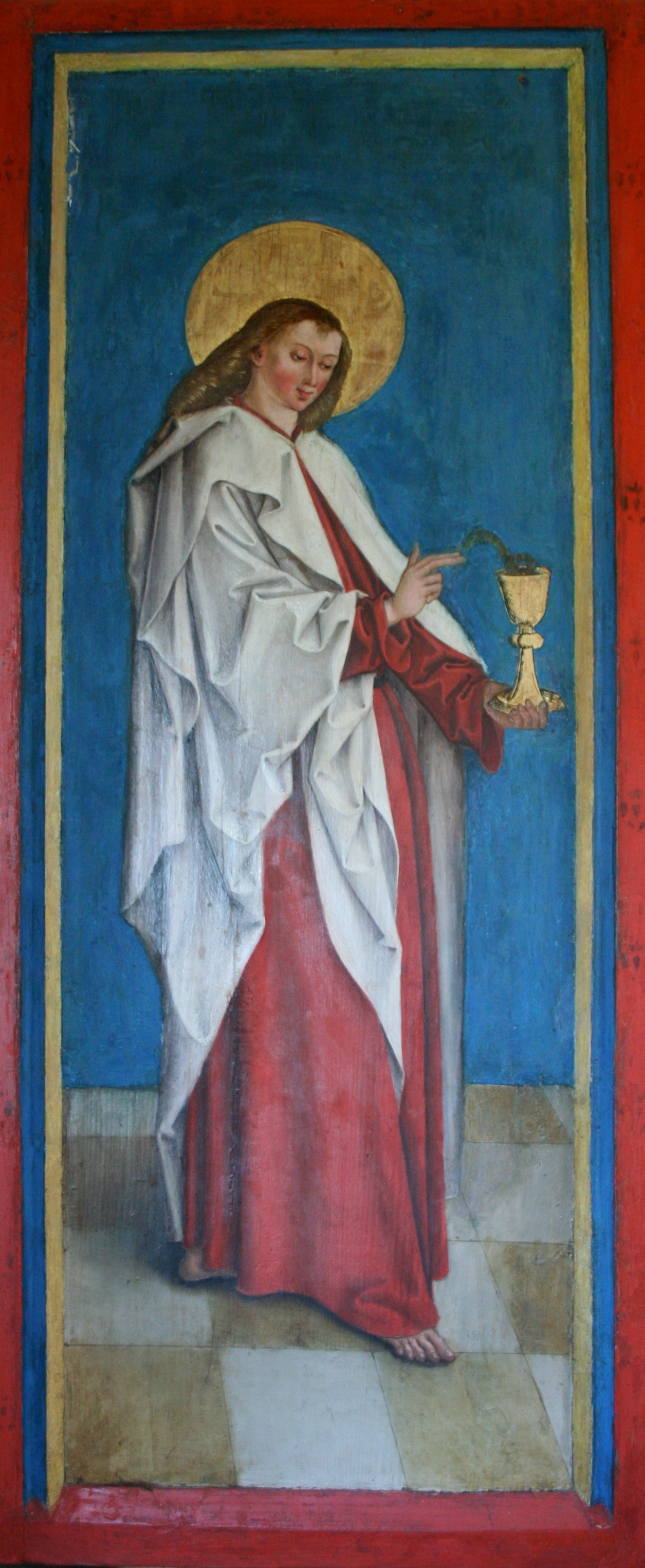
Aussen links: Evangelist Johannes
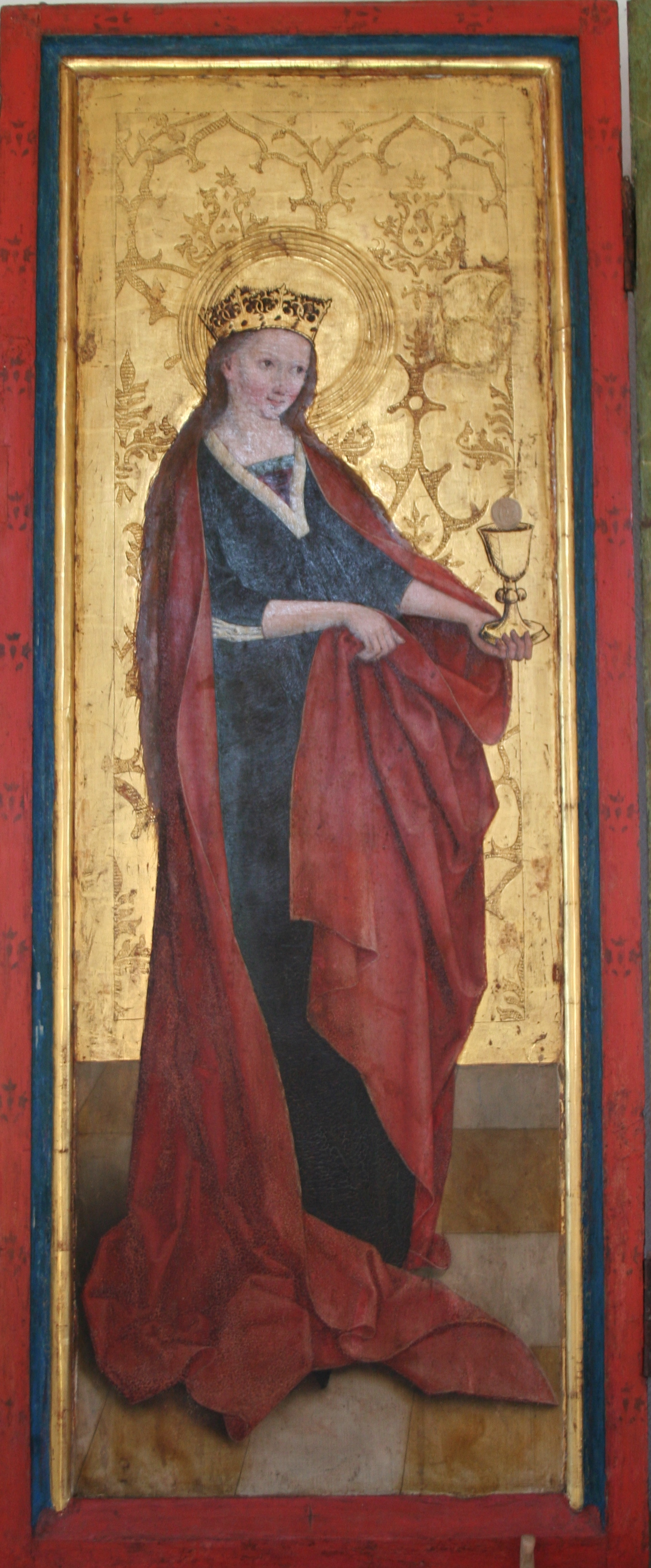
links: Barbara von Nikomedia
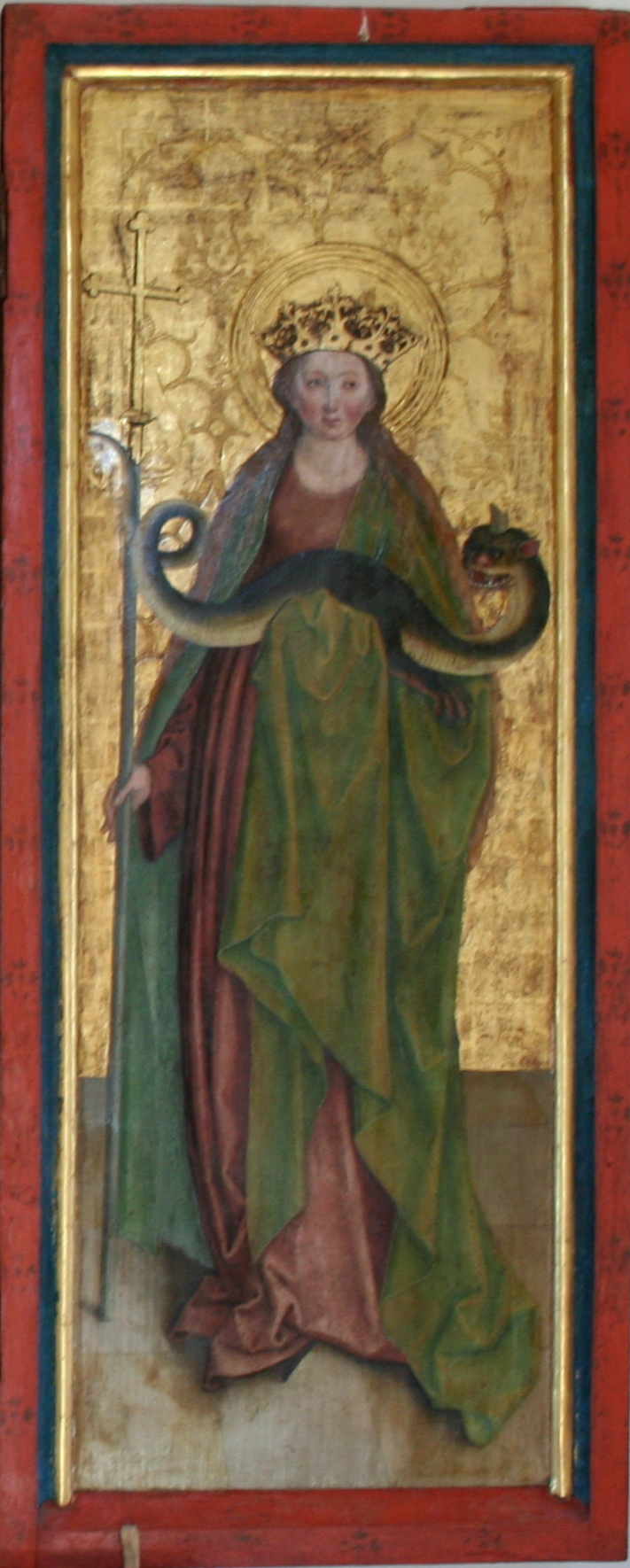
rechts: Margarethe von Antiochia
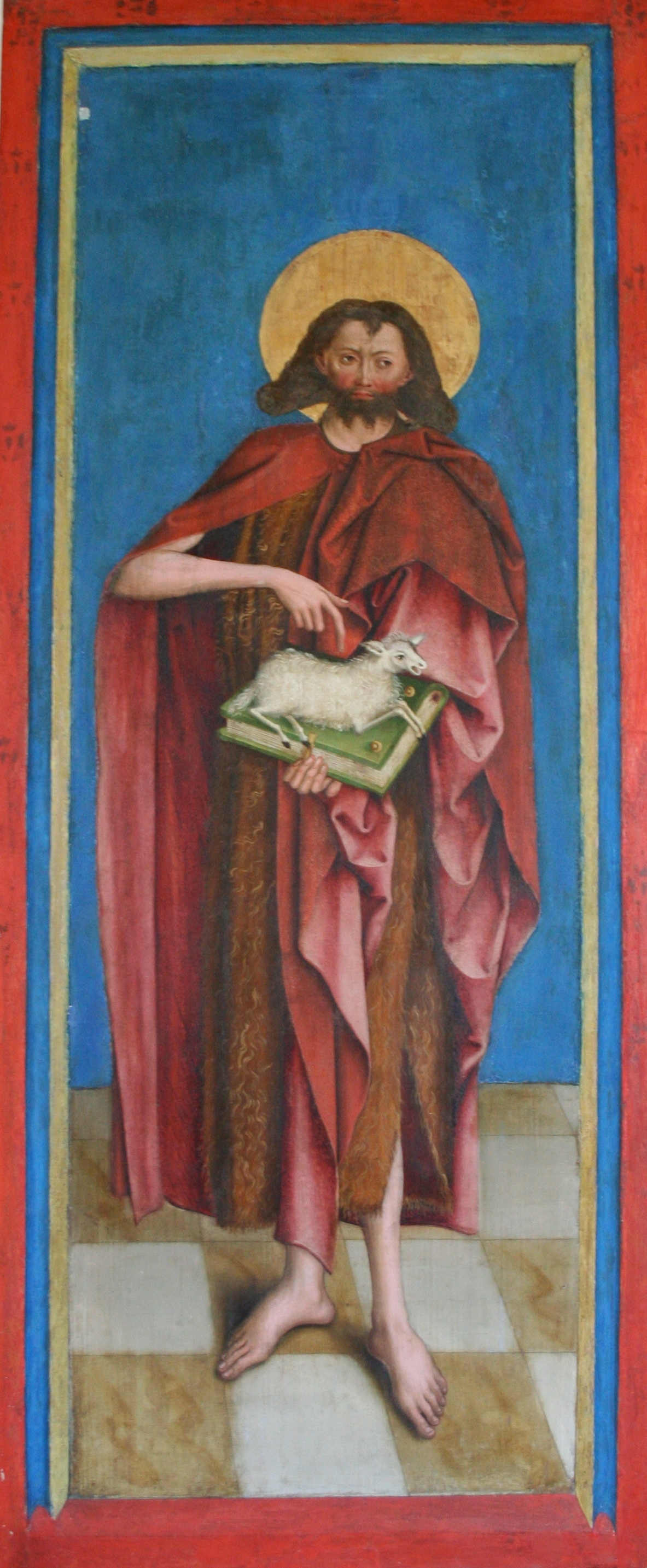
Aussen rechts: Johannes der Täufer